# Orschwiller
Orschwiller – miejscowość i gmina we Francji, w regionie Grand Est, w departamencie Dolny Ren.
Według danych na rok 1990 gminę zamieszkiwały 562 osoby, 89 os./km².

## Zabytki
- Zamek Haut-Kœnigsbourg